# Biatora chrysantha
Biatora chrysantha (Zahlbr.) Printzen in V. Wirth es una especie de liquen crustáceo de la familia Ramalinaceae que vive principalmente en la corteza de los árboles (corticícola), sobre briófitos (briofítico) o sobre troncos de árboles en descomposición (lignícola). Esta especie presenta un color grisáceo a verde en su superficie, blanquecino a hialino en el epitecio y amarillo pardo a rosado en el hipotecio. Por lo general Biatora chrysantha no presenta soredios en su superficie; la reproducción tiene lugar solo por parte del micobionte mediante ascosporas elípticas no septadas o uniseptadas de entre 10 y 19 micras de diámetro. En esta especie aparecen como metabolitos secundarios de la simbiosis las consideradas como sustancias liquénicas ácido lecanórico, ácido girofórico y atranorina.

## Sinonimia
- Lecidea chrysantha Zahlbr., Basónimo.
- Biatora epixanthoidiza (Nyl.) Räsänen.
- Biatora gyrophorica (Tønsberg) Coppins.
- Lecidea epixanthoidiza
- Lecidea gyrophorica Tønsberg.